# Kvarnsjön (Frötuna socken, Uppland, 662480-166417)
Kvarnsjön är en sjö i Norrtälje kommun i Uppland och ingår i Norrtäljeån-Åkerströms kustområde.